# 岩谷圭介
岩谷 圭介（いわや けいすけ、1986年4月 - ）は、福島県郡山市出身のエンジニア。株式会社岩谷技研代表取締役。小型の風船カメラを使った上空30 km（キロメートル）からの個人による成層圏バルーン撮影『ふうせん宇宙撮影』を行う。そして、このことは全国の小学校の教科書にものっている。

## 来歴
郡山市で生まれ、東京都で育つ。福島県立安積高等学校118期生。北海道大学在学中に、海外で風船にカメラをつけて飛ばしたというニュース記事を発見し、「自分もやってみよう」と活動を開始したのがきっかけで、風船を使った宇宙撮影への取り組みを開始した。インターネットにてやり方を探すも情報が全く無く、資金もなかったことから100円ショップや東急ハンズにあるものを使って機体を制作する。失敗を繰り返しながらも、機体制作から11号機で初めて宇宙の映像を撮影することに成功した。現在でもさまざまな撮影・回収に成功している。
培ってきたノウハウを自身のウェブサイトでオープンソースとして積極的に公開している。また、航空法などの法令の遵守の必要性、許可証の取得なども説明し、法令を遵守した安全な打ち上げ方法を伝える。
ふうせん宇宙撮影の活動に感銘・共感を受けた全国の教育機関や企業から講演依頼を受け全国で講演活動を行っており、「やってみる、から始めよう！」が講演のテーマで学校やイベント・大学・研究機関や学会・美術館などで講演を実施している。
2016年、株式会社岩谷技研
設立。同社で気球による宇宙旅行を実現するための技術開発を進めている。
映画「バック・トゥ・ザ・フューチャー」のドク博士のような発明家に憧れていたことを明かしている。

## 撮影手法
高高度気球を使った成層圏からの撮影手法を「ふうせん宇宙撮影」と称して、上空30 km程度からの映像撮影を行っている。装置構造はヘリウムガスを充填した天然ゴム製の気球に撮影装置やGPSを含む装置をペイロードとして吊り下げたもの。
風船を放つと上昇を続け、高度30 kmから48 kmまで達する。この間、ジェット気流などの影響で100 km以上流されることもある。上昇に連れ、外気圧の低下により風船は数百倍にまで膨れ上がり、破裂する。その後ペイロードの落下が始まる。高度15,000メートル辺りからパラシュート等の減速装置が作動し、時速20km程度で地表または海面に落下する。その後GPS発信機等を頼りに機体を探し出し、装置を回収することで、映像を取得する。
フライト時間は2〜3時間程度である。
落下した機材が周辺に被害を与えず、回収が容易なことから東西に広い平地をロケーションに選んでおり、十勝平野をはじめ北海道や沖縄県宮古島市を撮影拠点としている。
第34回坪田譲治文学賞受賞作である八重野統摩の児童文学『ペンギンは空を見上げる』は、岩谷の撮影手法を参考に書かれている。

## これまでの記録
- 日本上空30 km の撮影に成功 (2012年）[1]
- 高度48000 mからの撮影に成功（2013年）[11]
- デジタル一眼レフの打ち上げによる宇宙撮影を成功（2014年）
- シネマカメラ (BMPCC) 打ち上げによる宇宙撮影を成功（2014年）[11]
- 生物（魚）の打上に成功(2018年)[1]

## 受賞歴
- 2010年 日経テクノルネサンスジャパン 奨励賞（第2回）[12]
- 2013年 札幌市 北海道産業局長賞[1]
- 2013年 札幌市クリエイティブビジネスコンペ 最優秀賞[1]
- 2013年 クリエイティブビジネスコンペジャック 最優秀賞[13]
- 2014年 サッポロスマイルアワード 文化部門[1]
- 2014年 北海道スタートアップアワード 審査員特別賞[1]
- 2018年 アントレプレナー・オブ・ザ・イヤー2018ジャパン　東北地区大会　Startup部門　最優秀賞[1]
- 2018年 EOY Japan Startup Award 2018 Tohoku Finalist[1]
- 2018年 アントレプレナー・オブ・ザ・イヤー2018ジャパン　日本大会　特別賞[14]

## 作品

### 書籍
- 宇宙を撮りたい、風船で。　キノブックス[2]
- うちゅうはきみのすぐそばに　福音館書店
- おもしろくて役に立たない!?へんてこりんな宇宙図鑑

### 連載
- 手を伸ばせば届く宇宙の話 - キノブックスウェブマガジン「キノノキ」連載[15]
- おしえて岩谷さん - 進研ゼミ+小学講座[16]
- 科学で毎日を楽しくしませんか？ - 「キノノキ」連載[15]

## 主な出演

### テレビ番組
- 1×8いこうよ!（STV）　宇宙開発局
- ACジャパン　テレビCM[17]
- スッキリ!!（日本テレビ）[18]
- ワンダーアース～地球はアートで満ちている（朝日放送、2014年）[19]
- ザ!世界仰天ニュース（日本テレビ）[20]
- ワケあり！レッドゾーン（よみうりテレビ）[21]
- ポケモンゲット☆TV（テレビ東京）[22]
- ナニコレ珍百景（テレビ朝日）[23]
- 情熱大陸（毎日放送）[24]
- クレイジージャーニー（TBSテレビ）

### ラジオ番組
- 東京まちかど☆天文台（TOKYO FM）[25]
- ACジャパン　ラジオCM[17]
- 久米宏ラジオなんですけど（TBSラジオ）

### 新聞
- ACジャパン　新聞広告[17]
- 日本経済新聞

### 教科書
- 文部科学省指定教科書　Flex English Communication 2　第2章[1]

### 雑誌
- BRUTUS2015年2月号
- 週刊朝日2014年2月21日号[26]
- ひらがなタイムズ2014年7月号[27]
- チャレ友クラブ2016年8月号

### Web
- fabcross 「【動画あり】子どもの日なので高度30000mまで鯉のぼりを揚げてみた」[28]

## 外部サイト
- ふうせん宇宙撮影ホームページ
- 株式会社岩谷技研